# ひとなる書房
株式会社ひとなる書店（ひとなるしょぼう）は、東京都文京区にある日本の出版社。
主に、保育専門書・実践書などを中心とした図書を刊行する。
草文会会員。日本出版者協議会（出版協・旧流対協）会員。

## 沿革
1978年創立。以降現在まで保育者、保育関係者、研究者に向けた書籍を刊行。

## 主な刊行物
- 子どもとつくる保育・年齢別シリーズ
- 保育実践力アップシリーズ
- 保育を見つめ語らい変えるシリーズ